# Newcastle (Washington)
Newcastle es una ciudad ubicada en el condado de King en el estado estadounidense de Washington. En el año 2000 tenía una población de 7.737 habitantes y una densidad poblacional de 668,3 personas por km².

## Geografía
Newcastle se encuentra ubicada en las coordenadas 47°32′0″N 122°10′20″O / 47.53333, -122.17222.

## Demografía
Según la Oficina del Censo en 2000 los ingresos medios por hogar en la localidad eran de $80.320, y los ingresos medios por familia eran $91.381. Los hombres tenían unos ingresos medios de $60.639 frente a los $41.868 para las mujeres. La renta per cápita para la localidad era de $35.057. Alrededor del 2,0% de la población estaban por debajo del umbral de pobreza.